# Sega Pico
Sega Pico (яп. キッズコンピュータ・ピコ Сэга: пико), также Kids Computer Pico — обучающая игровая приставка от компании Sega Toys, — подразделения корпорации Sega. Приставка Pico позиционировалась как «edutainment»-устройство и была ориентирована на детей в возрасте от 3 до 7 лет. Pico была выпущена в июне 1993 года в Японии и в ноябре 1994 года в Северной Америке и Европе, а позднее была выпущена в Китае. На смену ей пришла усовершенствованная модель Advanced Pico Beena, которая была выпущена в Японии в 2005 году.
В Японии Pico продавалась до выхода Beena, но в Северной Америке и Европе Pico оказалась менее успешной и была снята с производства в начале 1998 года, хотя перевыпускалась компанией Majesco Entertainment. Игры для Pico были ориентированы на игровое образование детей и содержали лицензированных анимационных персонажей, например, из серии Sonic the Hedgehog от Sega. Компания Sega заявила о 3,4 миллиона проданных приставок Pico и 11,2 миллиона проданных игровых картриджей к ним, а также о более 350 000 проданных приставок Beena и 800 000 картриджей к ним.

## Конструкция и программное обеспечение

Скриншот с изображением игрового процесса из Sonic Gameworld, типичной игры для Pico

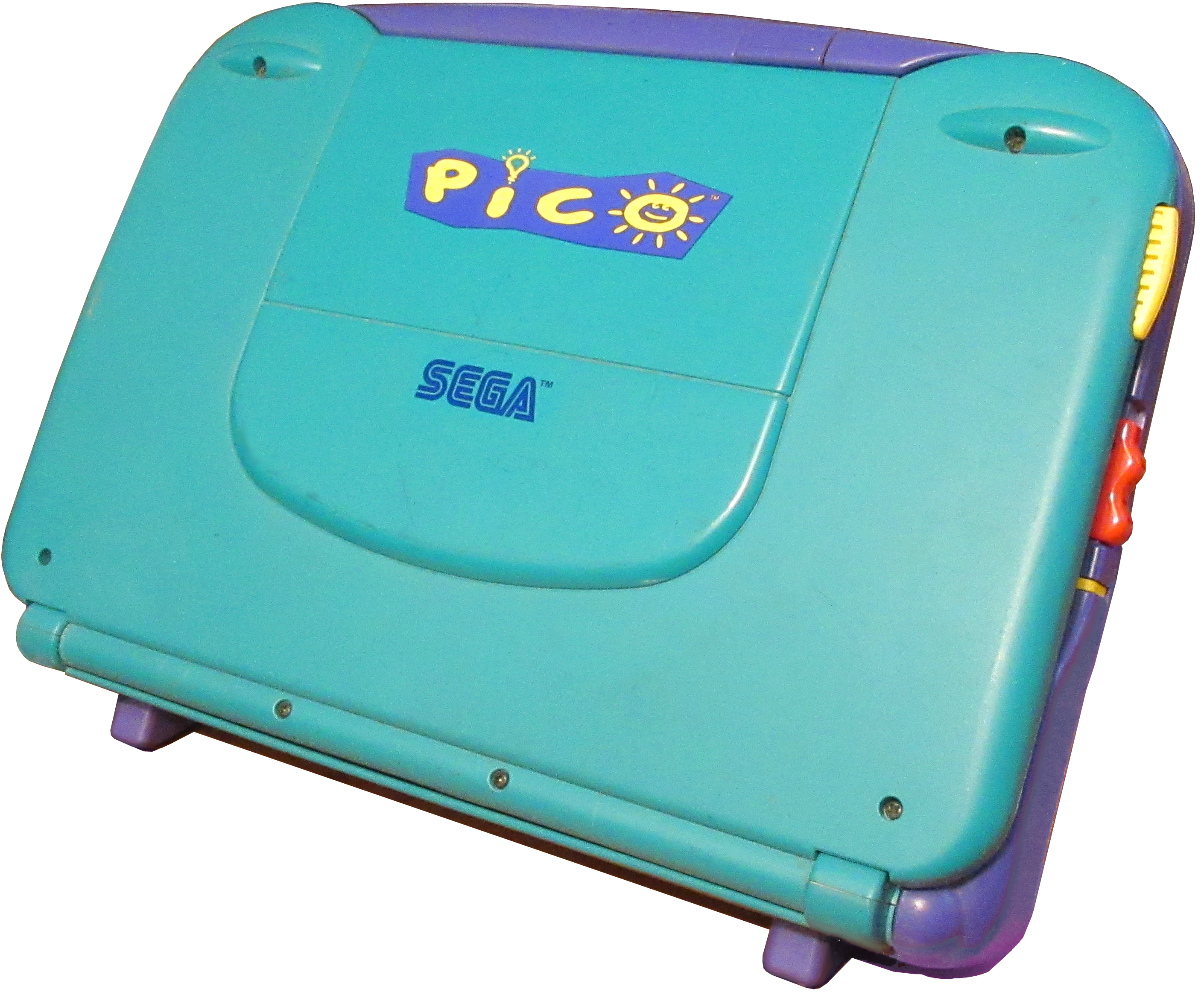
Sega Pico в сложенной позиции.

Pico работает на том же аппаратной архитектуре, что и Sega Mega Drive, в основе которой лежит 16-битный процессор Motorola 68000, а по форме напоминает ноутбук. В комплект поставки входили стилус под названием Magic Pen и графический планшет для рисования. Управление играми для системы осуществляется либо с помощью Magic Pen, как мышью, либо с помощью кнопок направления на самой приставке. Pico не имеет своего экрана или радиочастотного видеовыхода, и вместо этого устройство подключается к монитору через композитный видеосигнал. Прикосновение пера к планшету позволяет рисовать либо анимировать персонажей на экране.
Картриджи для системы назывались Storyware и имели форму книжек с картинками и слотом для картриджа в нижней части. Pico при каждом переворачивании страницы меняет изображение на экране телевизора и набор заданий для игрока. Также на каждой странице присутствует звуковое сопровождение, включая голоса и музыку. Игры для Pico были направлены на обучение, включая такие предметы, как музыка, счёт, правописание, чтение, сопоставление и раскрашивание. В играх использовались лицензированные мультипликационные персонажи из различных франшиз, таких как Disney’s The Lion King: Adventures at Pride Rock и A Year at Pooh Corner. Sega также выпустила игры с участием своего талисмана, ёжика Соника, включая Sonic Gameworld и Tails and the Music Maker.
По словам бывшего руководителя отдела исследований и разработок аппаратного обеспечения приставок Sega Хидеки Сато, разработка Sega Pico стала возможной благодаря работе компании над картриджами MyCard для игровой приставки SG-1000, а также над планшетами для рисования. Сенсорная технология, использованная в планшете, была заимствована у аркадного автомата World Derby 1987 года, а процессор и графический чип — у приставки Mega Drive.

## История
Pico была выпущена в Японии в июне 1993 года по цене в 13 440 иен. В Северной Америке Sega представила Pico на Американской международной ярмарке игрушек 1994 года, продемонстрировав её возможности рисования и отображения информации, а затем выпустила её в ноябре. Рекламная цена приставки позиционировалась около 160 долларов США, реальная составила 139 долларов. Картриджи «Storyware» продавались по цене от 39,99 до 49,99 долларов. Слоган Pico гласил: «Компьютер, который думает, что это игрушка». Sega Pico получила несколько наград, включая «National Parenting Seal of Approval», «Platinum Seal Award» и золотую медаль «National Association of Parenting Publications Awards».
После провала продаж в Штатах компания Sega сняла Pico с производства в Северной Америке в начале 1998 года. Позже, в августе 1999 года в Северной Америке был выпущен ремейк Pico, созданный компанией Majesco Entertainment, по цене 49,99 долларов США, а игры «Storyware» к ней продавались по цене 19,99 долларов США. Позже Pico была выпущена в Китае в 2002 году по цене 690 юаней.
В 2000 году Sega утверждала, что Pico продалась количеством в 2,5 миллиона единиц. По состоянию на апрель 2005 года Sega заявляла, что во всем мире было продано 3,4 миллиона приставок Pico и 11,2 миллиона картриджей с программным обеспечением. В 1995 году Pico попала в список 100 лучших товаров по версии Dr. Toy, а также была включена в список «лучших компьютерных игр» журнала Child . По словам Джозефа Садковски из The Washington Times, «Pico обладает достаточной мощностью, чтобы стать серьёзным учебным пособием, которое учит считать, писать, подбирать слова, решать задачи, запоминать, логике, координации рук и глаз и важным базовым навыкам работы с компьютером».
Бывший вице-президент Sega of America по разработке продукции Джо Миллер утверждает, что назвал свою собаку в честь системы из-за своей страсти к приставке. Напротив, Стивен Л. Кент утверждает, что генеральный директор Sega of Japan Хаяо Накаяма наблюдал «полный провал» Pico в Северной Америке. По словам Уоррена Баклейтнера из Children’s Software Revenue, Pico провалилась в Северной Америке из-за отсутствия доверия к продукту.

## Advanced Pico Beena
Advanced Pico Beena, также известная под названиями Beena и BeenaLite, — обучающая игровая приставка, предназначенная для детей младшего возраста, продаваемая компанией Sega Toys и выпущенная в 2005 году в Японии. Она является преемницей Pico и продаётся в соответствии с концепцией «учись во время игры». По словам Sega Toys, основное внимание в Advanced Pico Beena уделяется обучению участию в новых социальных средах. Среди тем, перечисленных в качестве образовательных направлений для Beena, — интеллектуальное, моральное, физическое, диетическое воспитание и безопасность. Название приставки было выбрано так, чтобы оно звучало как первые слоги слова «Be Natural».
По сравнению с Pico в Beena добавлено несколько функций. В Beena можно играть без телевизора, и она поддерживает многопользовательскую игру с помощью отдельно продаваемого дополнительного пера Magic Pen. Приставка также поддерживает сохранение данных. Время игры может быть ограничено с помощью родительского контроля в системе. Некоторые игры для Beena также предусматривают адаптивную сложность, которая усложняется в зависимости от уровня навыков игрока. 17 июля 2008 года была выпущена более доступная версия приставки — BeenaLite. По оценкам Sega, на момент выпуска было продано 350 000 приставок Beena и 800 000 игровых картриджей.